# چیرگی هوش مصنوعی
سیطره هوش مصنوعی یک سناریوی آینده نگرانه است که در آن هوش مصنوعی (AI) به صورت غالب هوش بر روی زمین ظاهر می‌شود و با برنامه‌های رایانه‌ای یا روبات‌ها کنترل سیاره زمین را به دست می‌گیرد و بر بشریت حکومت می‌کند یا آن را تصاحب می‌کند. سناریوهای احتمالی شامل جایگزینی کل نیروی انسانی به دلیل اتوماسیون (بیکاری فناورانه)، به وجود آمدن یک ابرهوش (ASI) و قیام ربات‌ها علیه انسان‌ها است. ایده سیطره هوش مصنوعی در داستان‌های علمی-تخیلی محبوب بوده اما پیشرفت‌های اخیر این تهدید را واقعی تر کرده است. برخی از شخصیت‌های معروف مانند استیون هاوکینگ و ایلان ماسک دربارهٔ این موضوع هشدار داده‌اند و از تحقیق و اقدام‌های پیشگیرانه حمایت کرده‌اند.

## انواع

### اتوماسیون اقتصادی
اجماع سنتی در میان اقتصاددانان این بوده که پیشرفت فناوری باعث بیکاری طولانی مدت نمی‌شود. با این حال، نوآوری‌های اخیر در زمینه‌های رباتیک و هوش مصنوعی این نگرانی را ایجاد کرده که نیروی انسانی منسوخ خواهد شد و افراد در بخش‌های مختلف شغلی برای کسب درآمد نخواهند داشت و منجر به بحران اقتصادی خواهد شد. بسیاری از کسب‌وکارهای کوچک و متوسط ممکن است در صورت عدم توانایی مالی یا عدم امکان دریافت آخرین تکنولوژی‌ها، از تجارت خارج شوند و ممکن است نیاز به تغییر حرفه برای حوزه‌هایی داشته باشند که در مواجهه با چنین فناوری‌هایی به راحتی قابل جایگزینی نباشند.
در سال‌های اخیر فناوری‌های هوش مصنوعی علاوه بر اینکه فرصت‌های جدیدی ایجاد کرده‌اند، باعث جایگزینی برخی از کارگران سنتی نیز شده‌اند، صنایعی که بیشتر مستعد تصاحب هوش مصنوعی هستند عبارتند از حمل و نقل، خرده فروشی و نظامی. برای مثال، فناوری‌های نظامی هوش مصنوعی به سربازان اجازه می‌دهد بدون خطر آسیب از راه دور کار کنند. مطالعه‌ای در سال ۲۰۲۴ نشان می‌دهد که توانایی هوش مصنوعی در انجام کارهای معمول و تکراری، خطرات قابل توجهی را برای جابجایی شغل به‌ویژه در بخش‌هایی مانند تولید و پشتیبانی اداری ایجاد کرده است. با ادامه توسعه و گسترش فناوری‌های هوش مصنوعی، رابطه بین انسان‌ها و روبات‌ها تغییر خواهد کرد و در چندین جنبه زندگی یکپارچه خواهند شد. هوش مصنوعی احتمالاً برخی از کارگران را جابجا می‌کند و در عین حال فرصت‌هایی برای مشاغل جدید در بخش‌های دیگر ایجاد می‌کنند، به‌ویژه در زمینه‌هایی که وظایف قابل تکرار هستند.

#### محتوای تولید شده توسط هوش مصنوعی
از زمان پیشرفت‌های فناوری در هوش مصنوعی مولد مانند چت‌جی‌پی‌تی یا مدل متن به تصویر مانند دال ئی و استیبل دیفیوژن، بسیاری به خلق محتوای هنری مانند تصاویر، ادبیات و موسیقی از طریق پیام‌های متنی روی آورده‌اند اما نگرانی‌هایی هم به وجود آمده است. به دلیل یادگیری عمیق این مدل‌ها از دیگر آثار خلاقانه موجود، حیات شغل هنرمندان در حال تهدید است و نتایجی را که گاهی برای محتوای ساخت بشر غیرقابل تشخیص است، تولید می‌کنند. این عارضه به اندازه ای گسترده شده است که هنرمندان و برنامه نویسان دیگر در حال ایجاد نرم‌افزار و برنامه‌های کاربردی برای مقابله با این مدل‌های متن به تصویر از ارائه خروجی‌های دقیق هستند.

## هشدارها
استیون هاوکینگ، فیزیکدان، بیل گیتس، بنیانگذار مایکروسافت، و ایلان ماسک، بنیانگذار اسپیس ایکس، در مورد احتمال پیشرفت هوش مصنوعی به حدی که انسان‌ها نتوانند آن را کنترل کنند، ابراز نگرانی کرده‌اند.". استیون هاوکینگ در سال ۲۰۱۴ گفت: «موفقیت در ایجاد هوش مصنوعی بزرگ‌ترین رویداد در تاریخ بشر خواهد بود. متأسفانه، ممکن است آخرین رویداد نیز باشد، مگر اینکه یاد بگیریم چگونه از خطرات اجتناب کنیم.» هاوکینگ معتقد بود که در دهه‌های آینده، هوش مصنوعی می‌تواند «مزایا و خطرات غیرقابل محاسبه» مانند «فناوری که بر بازارهای مالی پیشی می‌گیرد، محققان انسانی را اختراع می‌کند، رهبران انسانی را دستکاری می‌کند، و سلاح‌هایی را تولید می‌کند که حتی نمی‌توانیم درک کنیم.» در ژانویه ۲۰۱۵، نیک باستروم به همراه استیون هاوکینگ، مکس تگمارک، ایلان ماسک، مارتین ریس، جان تالین و بسیاری دیگر از محققان هوش مصنوعی در نامه ای سرگشاده دربارهٔ خطرات و مزایای بالقوه مرتبط با هوش مصنوعی ابراز نگرانی کرده‌اند. امضاکنندگان «بر این باورند که تحقیق در مورد چگونگی قوی و مفید ساختن سیستم‌های هوش مصنوعی مهم و به موقع است و جهت‌های تحقیقاتی مشخصی وجود دارد که می‌توان امروز دنبال کرد.»